# August Ludwig (Anhalt-Köthen)

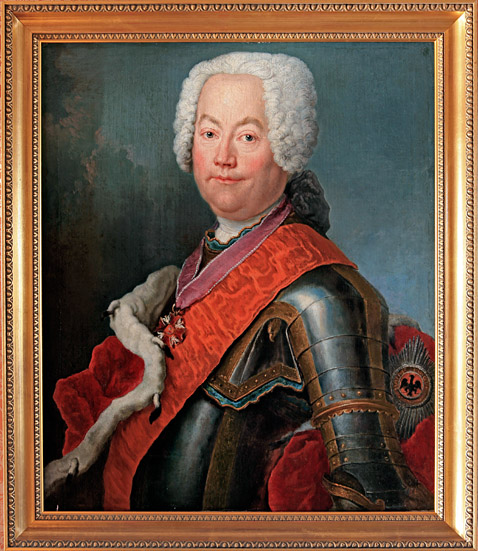
Fürst August Ludwig von Anhalt-Köthen

Fürst August Ludwig von Anhalt-Köthen (* 9. Juni 1697 in Köthen; † 6. August 1755 ebenda) war ein regierender Fürst von Anhalt-Köthen aus dem Geschlecht der Askanier.

## Leben
August Ludwig war der dritte Sohn von Emanuel Lebrecht und dessen ursprünglich morganatischer Gattin Gisela Agnes von Rath, die 1694 den gebürtigen Reichsgrafenstand erhielt als geborene Gräfin von Nienburg. Wegen der seit 1702 in Anhalt-Köthen eingeführten Primogenitur erhielt er von seinem älteren Bruder Leopold das als Exklave jenseits von Güsten gelegene, 1547 von Georg III. erbaute Schloss Warmsdorf und das Land Warmsdorf mit allen Einkünften (im Jahr 1715/16 waren es 9.893, zuvor 13.094 Taler) sowie weitere Zugeständnisse als Abfindung.
Im Januar 1722 heiratete er in erster (morganatischer) Ehe Agnes Wilhelmine von Wuthenau (1700–1725), die im Jahre 1721 zur Gräfin von Warmsdorf erhoben wurde. Im Januar 1726 heiratete er in zweiter Ehe Emilie Gräfin von Promnitz (1708–1732), Tochter des Grafen Erdmann II. Im November 1732 heiratete er schließlich in dritter Ehe Gräfin Anna von Promnitz (1711–1750), die Schwester seiner zweiten Gemahlin. Infolge dieser Heiratspolitik kam die Herrschaft Pleß in Oberschlesien im Jahre 1765 an das Haus Anhalt-Köthen.
Nachdem im Jahr 1728 sein älterer Bruder Fürst Leopold und dessen einziger Sohn gestorben waren, folgte er Leopold als Fürst von Anhalt-Köthen nach und sah sich auch gleich mit schweren Problemen konfrontiert. Zwei „unglücklich verlaufene“ Rechtsstreite mit der Witwe Leopolds, Charlotte Friederike von Nassau-Siegen (1702–1785), die ihre Wittumsgelder eingeklagt hatte, und der Tochter Leopolds aus erster Ehe, Gisela Agnes (1722–1751), die den Erbteil ihres Vaters eingefordert hatte, bescherten dem Fürstentum eine gewaltige Staatsverschuldung.
Für Charlotte Friederike hatte, trotz Wiederverheiratung, das Fürstenhaus bzw. die Rentkammer bis zu ihrem Tode 1785 insgesamt 200.000 Reichstaler zu zahlen. Der Kapitalwert aller für Gisela Agnes aufgebrachten Leistungen betrug 335.000 Reichstaler. Der Schuldendienst der dafür aufgenommenen Kredite und deren Folgen wuchsen allerdings schneller als der Staatshaushalt, so dass der Schuldenberg in wenigen Jahren auf das Dreifache einer Jahreseinnahme des Fürstentums anwuchs. Beide Rechtsfälle sind die Ursachen für die hohe Staatsverschuldung des Köthener Landes, die sich wie ein roter Faden durch die Geschichte dieses anhaltischen Fürstentums zog, deren Tilgung man zwar anstrebte, aber nie erreichte.
Fürst August Ludwig verstarb 1755 im Alter von 58 Jahren und wurde in der Fürstengruft der Köthener St.-Jakobs-Kirche beigesetzt.

## Nachkommen
Im Januar 1722 heiratete er in erster morganatischer Ehe Agnes Wilhelmine von Wuthenau (1700–1725), die im Jahre 1721 zur Gräfin von Warmsdorf erhoben wurde. Das Paar hatte folgende Kinder:
- Gisela Henriette (1722–1728)
- Agnes Leopoldine (1724–1766)

Im Januar 1726 heiratete er in zweiter Ehe Emilie Gräfin von Promnitz (1708–1732), Tochter des Grafen Erdmann II. Das Paar hatte folgende Kinder:
- Christiane Anna Agnes (1726–1790)

⚭ 1742 Graf Heinrich Ernst zu Stolberg-Wernigerode (1716–1778)
- Friedrich August (1727–1729)
- Johanna Wilhelmine (1728–1786)

⚭ 1749 Fürst Friedrich zu Carolath-Beuthen (1716–1791)
- Karl Georg Lebrecht (1730–1789), Fürst von Anhalt-Köthen

⚭ 1763 Prinzessin Luise von Schleswig-Holstein-Glücksburg (1749–1812)
- Friedrich Erdmann (1731–1797), Fürst von Anhalt-Köthen-Pleß

⚭ 1766 Gräfin Louise zu Stolberg-Wernigerode (1744–1784)
Im November 1732 heiratete er schließlich in dritter Ehe Anna Gräfin von Promnitz (1711–1750). Das Paar hatte folgende Kinder:
- Charlotte Sophie (1733–1770)
- Marie Magdalene (1735–1783)